# فرانسوا ماكيتا
فرانسوا ماكيتا (بالفرنسية: François Makita)‏ هو لاعب كرة قدم كونغولي في مركز الهجوم، ولد في 6 مايو 1963 في برازافيل في جمهورية الكونغو. شارك مع منتخب الكونغو لكرة القدم. أما مع النوادي، فقد لعب مع نادي سانت إتيان ونادي لوهان كويسو ونيم أولمبيك.

## وصلات خارجية
- فرانسوا ماكيتا على موقع الاتحاد الدولي (مؤرشف)  (الإنجليزية)
- فرانسوا ماكيتا على موقع قاعدة بيانات كرة القدم.إي يو (الإنجليزية)